# Hypsibema
A Hypsibema egy kevéssé ismert dinoszaurusznem, amely a késő kréta korban (a campaniai korszakban) élt, mintegy 75 millió évvel ezelőtt. Óriási fosszíliáit az Egyesült Államok Észak-Karolina és Missouri államaiban fedezték fel. A feltételezés szerint a hadrosauroideák közé tartozik, bár a Missouriban talált maradványokat először egy kis sauropoda (a „Neosaurus”, későbbi nevén Parrosaurus) részeinek hitték.
A típusfajról, a Hypsibema crassicaudáról Edward Drinker Cope készített leírást 1869-ben. A második faj, a H. missouriensis (a Parrosaurus), Missouri hivatalos állami dinoszauruszává vált, de mindkét faj csak töredékes maradványok alapján ismert, és nomen dubiumnak tekintendő.

## Fordítás
- Ez a szócikk részben vagy egészben a Hypsibema című angol Wikipédia-szócikk ezen változatának fordításán alapul.  Az eredeti cikk szerkesztőit annak laptörténete sorolja fel. Ez a jelzés csupán a megfogalmazás eredetét és a szerzői jogokat jelzi, nem szolgál a cikkben szereplő információk forrásmegjelöléseként.